# Bridgeville, Pennsylvania
Bridgeville är en kommun (borough) i Allegheny County i Pennsylvania. Vid 2020 års folkräkning hade Bridgeville 4 804 invånare.